# Стар Трек: Космическа станция 9
Стар Трек: Космическа станция 9 (на английски: Star Trek: Deep Space Nine) е фантастичен телевизионен сериал, действието, на който се развива във вселената на Стар Трек.
„Космическа станция 9“ е създаден от Рик Бърман и Майкъл Пилър и фактически става продължение на популярния сериал „Стар Трек: Следващото поколение“ (на английски: Star Trek: The Next Generation). Премиерата на пилотния епизод, „Емисар“ (на английски: Emissary) се е състояла на 3 януари 1993, а на 2 юни 1999 е излъчен последният епизод на сериала – „Това, което оставяш назад“ (на английски: What You Leave Behind).

## Сюжет
Внимание:  Текстът по-долу разкрива сюжета на произведението (или части от него)!
Действието на сериала се развива в 2369—2375 г. на космическата станция „Космическа станция 9“, намираща се в орбита около освободената от кардасианска окупация планета Бажор.
В непосредствена близост до станцията се намира пространствена аномалия – коридор, свързващ Бажор с квадранта Гама. Това откритие превръща „Космическа станция 9“ от безполезна станция в търговски център.
Напълно неочаквано през аномалията навлизат войски на нов враг – Доминион. Станция „Космическа станция 9“ под командването на Бенджамин Сиско се оказва главна опорна точка за флота на Федерацията и съюзниците ѝ...

## Актьорски състав
| Герой           | Ранг                         | Актьор           | Длъжност                                     |
| --------------- | ---------------------------- | ---------------- | -------------------------------------------- |
| Бенджамин Сиско | Капитан                      | Ейвъри Брукс     | командир на станцията, капитан на „Дефайънт“ |
| Кира Нерис      | Майор                        | Нана Визитър     | Първи Офицер                                 |
| Одо             | началник                     | Рене Обержоноа   | Началник на службата за безопасност          |
| Джадзия Дакс    | Лейтенант                    | Тери Фарел       | Научен офицер (1-6 сезоны)                   |
| Езри Дакс       | Мичман                       | Никол Дебо       | Съветник (7 сезон)                           |
| Уорф            | Командир                     | Майкъл Дорн      | Военен съветник                              |
| Джулиан Башир   | Лейтенант                    | Александър Сидиг | Главен доктор                                |
| Майлс О’Браян   | началник на инженерния отдел | Колм Мийни       | Главен инженер                               |
| Куарк           | цивилен                      | Армин Шимерман   | Собственик на бара „При Куарк“               |